# Ouysse
L'Ouysse è un fiume francese che scorre nel dipartimento del Lot (Occitania); è un affluente alla riva sinistra della Dordogna, che raggiunge dopo un corso di 45,1 chilometri.
La sorgente dell'Ouysse si trova sui contrafforti meridionali del Massiccio centrale e, dopo aver attraversato i terreni verdeggianti della Limargue, sprofonda sotto terra vicino a Thémines, al contatto dei calcari delle causse di Gramat. Solo alcuni tratti sono stati esplorati: quelli del fiume sotterraneo delle Vitarelles, come le parti sommerse più vicine alle risorgive che hanno condotto gli uomini-rana speleologi sotto il livello del mare, a 180 metri di profondità. Il fiume reagisce rapidamente alle piogge importanti sulla parte superiore del suo bacino d'alimentazione. Una salita rapida delle acque, a livello delle scomparse, inonda le valli a monte e inonda totalmente le gallerie sotterranee. Studi hanno mostrato una vulnerabilità all'inquinamento idrico delle captazioni create per l'alimentazione di acqua potabile.
Numerose grotte si aprono sulle rive dell'Ouysse. La loro presenza, come la vicinanza della Dordogna, hanno favorito l'occupazione umana della preistoria. Vi sono anche tracce di fortezze galliche e un ricco patrimonio medievale costituito da mulini ad acqua. Oggi i siti come Rocamadour e Lacave sono diventati delle zone turistiche importanti. Una fauna e una flora rimarchevoli fanno delle valli e delle causse spazi particolarmente sensibili e protetti. Le valli dell'Ouysse e del suo affluente Alzou sono classificate "spazio naturale sensibile" e molte specie rare o minacciate di estinzione sono recensite nelle zone classificate nella rete di Natura 2000.

## Geografia

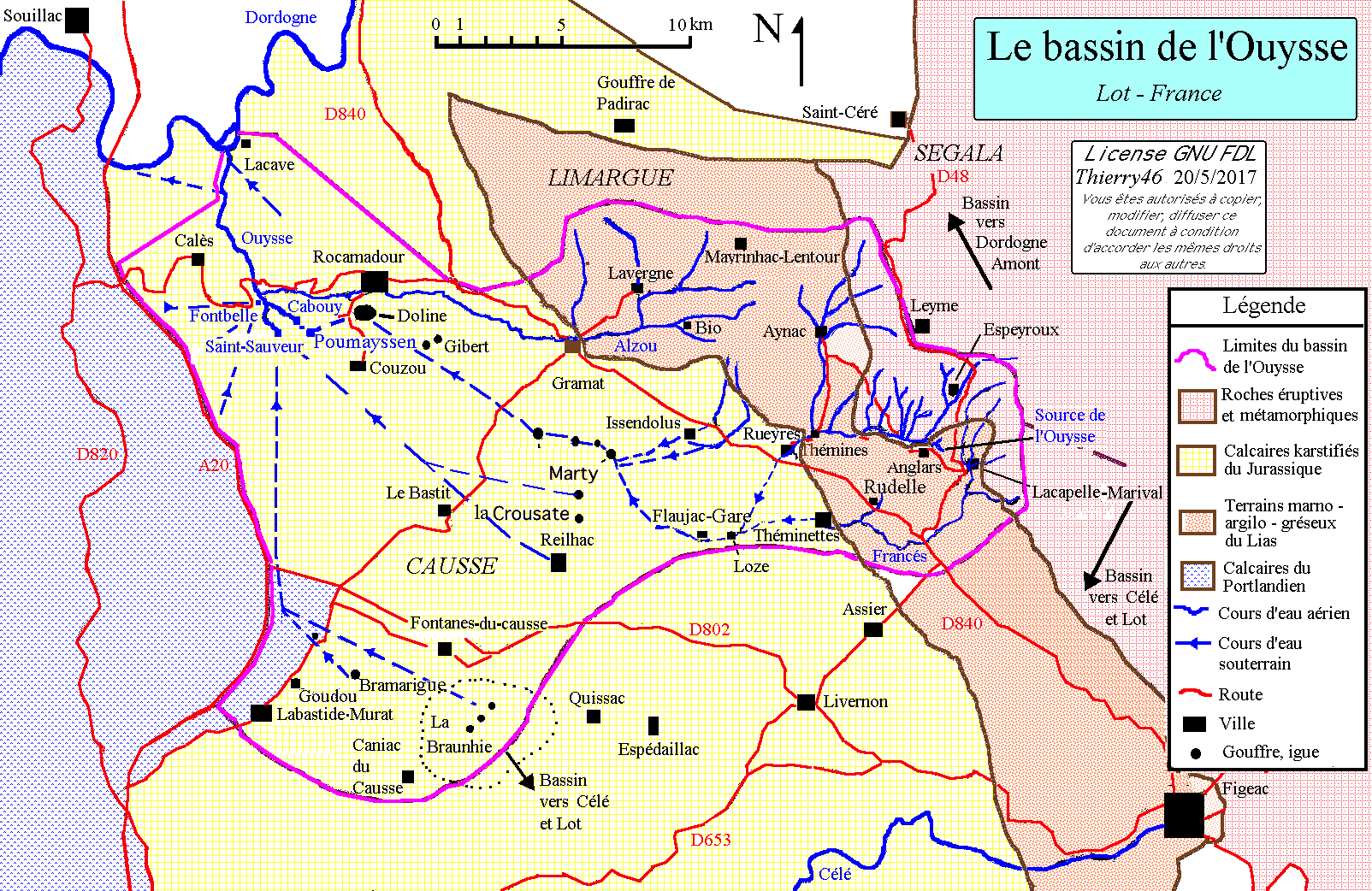
Schema del bacino idrografico dell'Ouysse.

### Il corso del fiume
L'Ouysse nasce nel nord del dipartimento del Lot, al confine dei comuni di Anglars e Lacapelle-Marival verso i 390 metri di altitudine. La lunghezza ufficiale del corso d'acqua è di 41,12 km, ma questa lunghezza è certamente sottovalutata.
Una rete molto ramificata collega le acque della Ségala e del Limargue, fino al confine nordorientale del causse de Gramat. Sono percorsi che divengono poi sotterranei e drenano vaste distese calcaree. Non vi sono allora in superficie che delle grandi valli secche, talvolta dei canyon, come a Rocamadour, che sono i testimonianze del suo corso fossile. Il fiume risorge a ovest del causse per confluire nella Dordogna.
Il corso dell'Ouysse si può dividere in tre grandi tratti: un primo, all'aperto per nove chilometri, dalla sua sorgente presso Anglars fino all'abisso di Thémines; un secondo, sotterraneo, da Thémines alle risorgive di Cabouy, Saint-Sauveur e Fontbelle, a valle di Rocamadour; un terzo, all'aperto, dalle risorgive fino alla sua confluenza con la Dordogna, a Lacave.

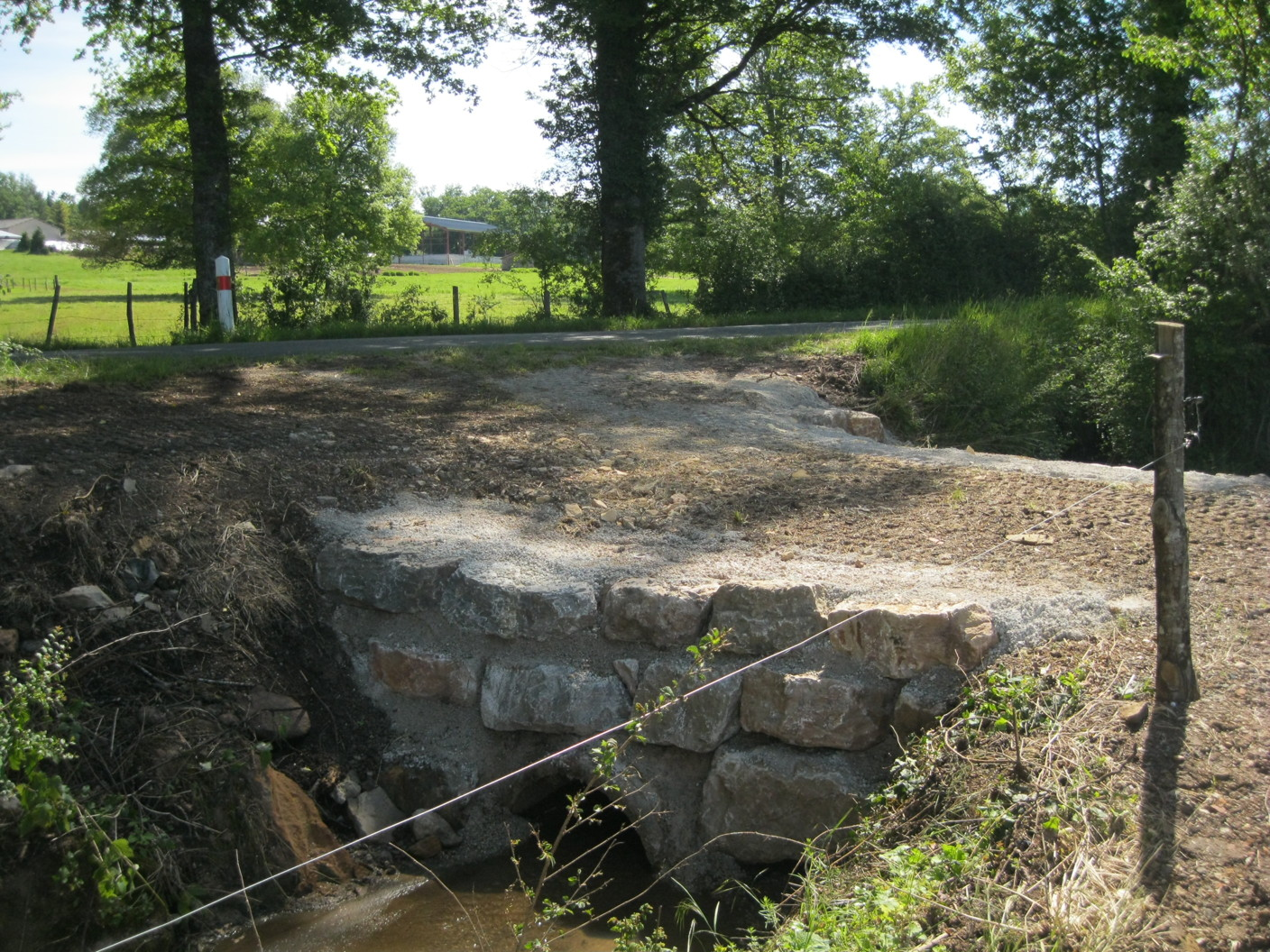
La sorgente dell'Ouysse ad Anglars.
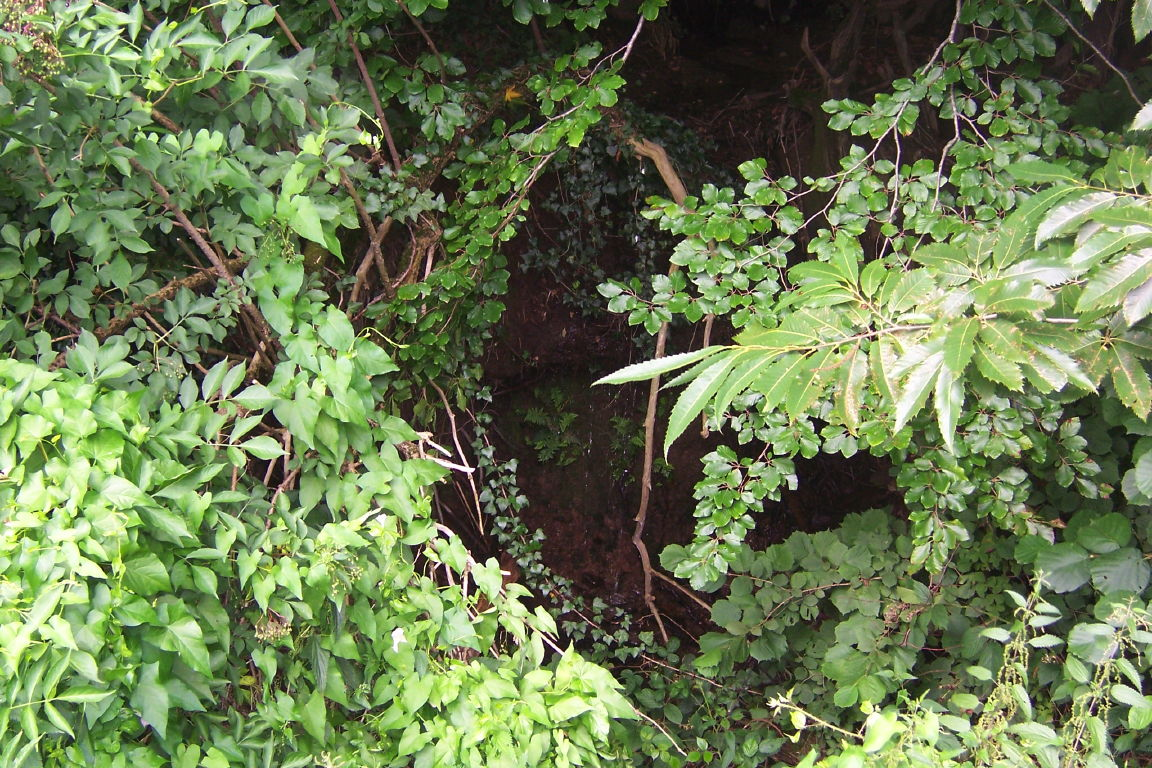
La sorgente del torrente di Louyssé a Espeyroux.
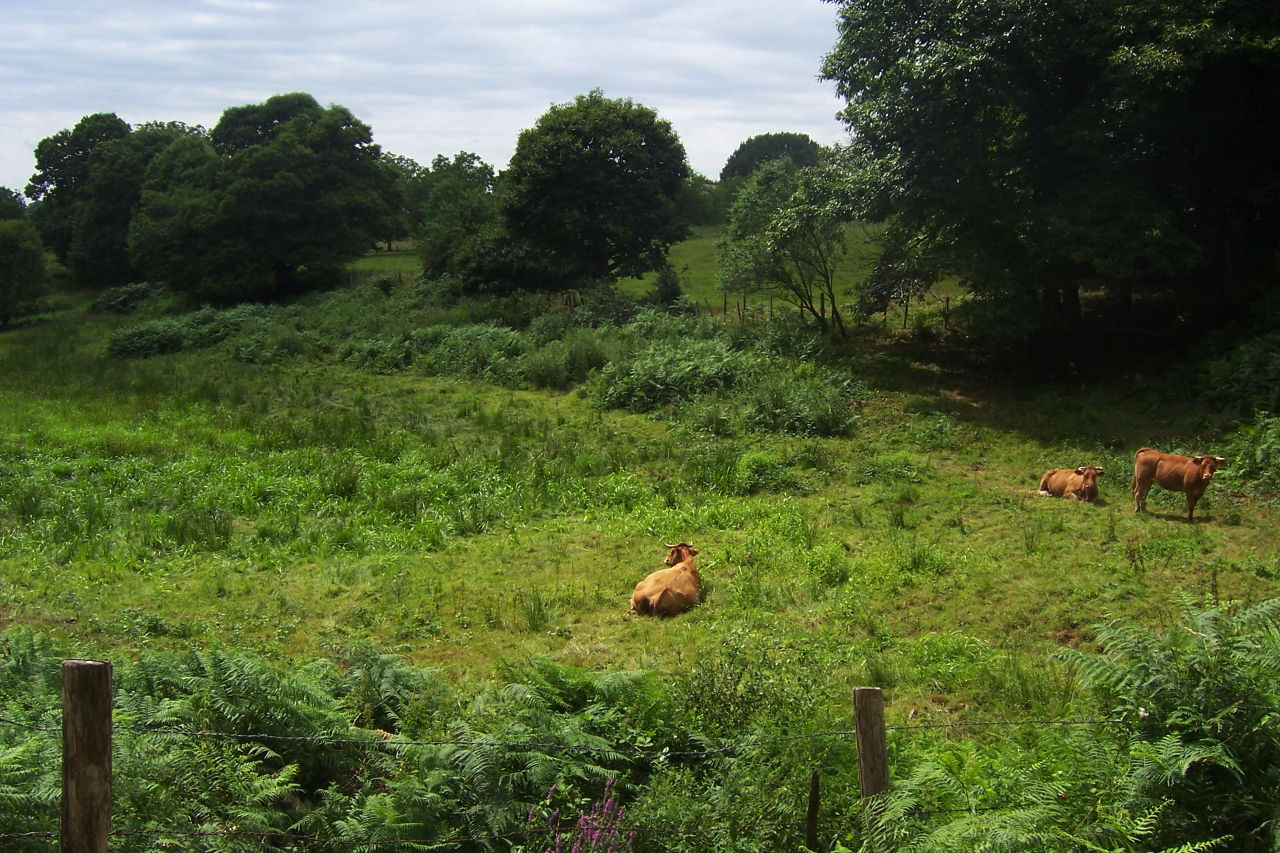
A monte del torrente di Louyssé nei pressi di Espeyroux.
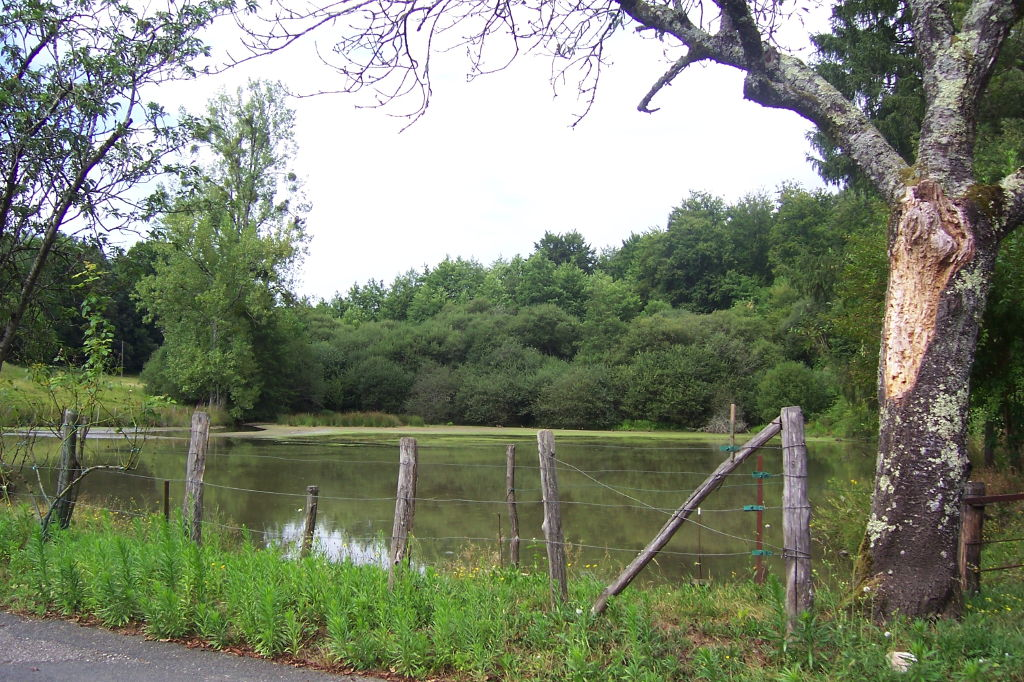
Stagno del mulino ie Lasbios a sud di Espeyroux.
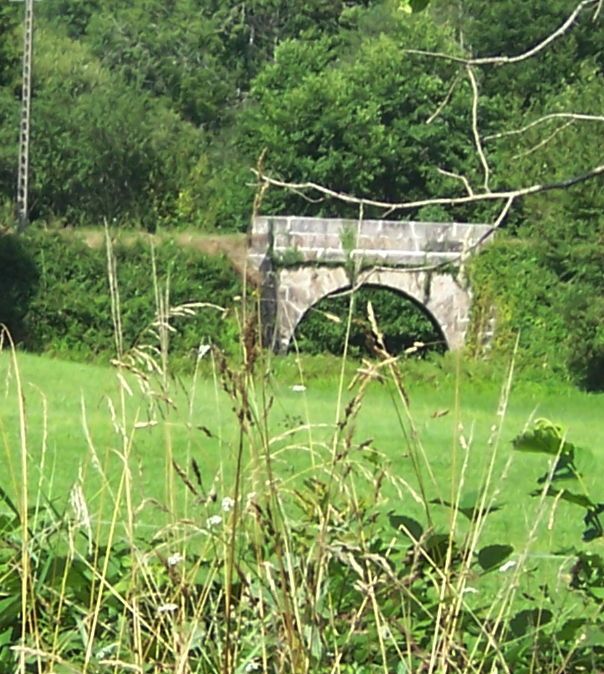
Ponte sull'Ouysse nella località detta Lapergué.
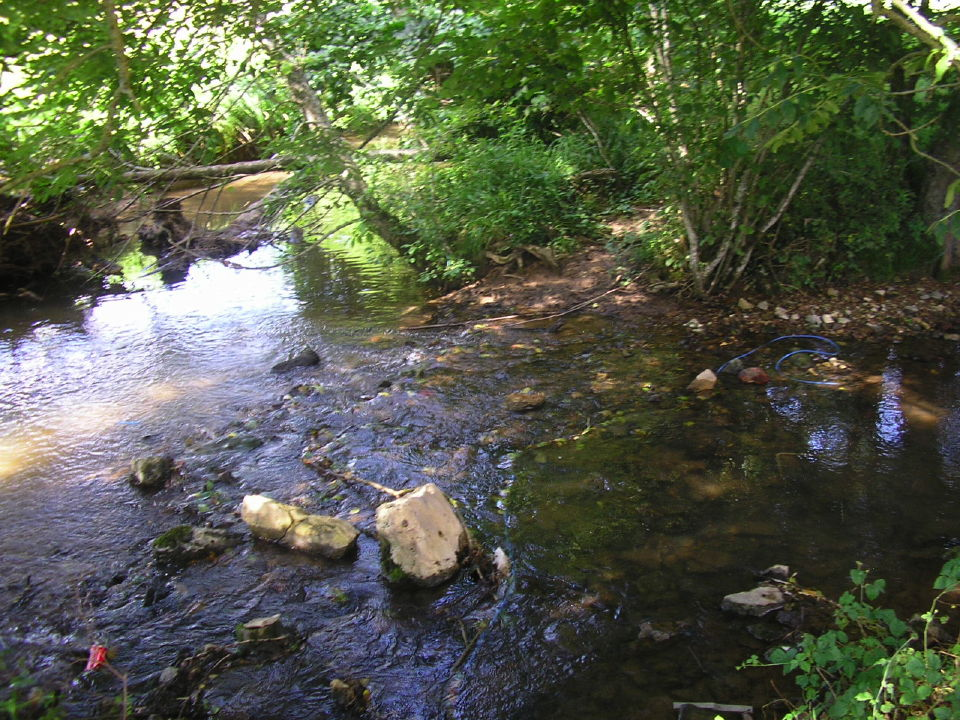
Confluenza dell'Ouysse con il torrente di Aynac a Rueyres.

#### Gli animali della valle dell'Ouysse
Un gran numero di animali vivono nei dintorni della valle dell'Ouysse. 
Nelle acque dell'Ouysse, a valle delle risorgive, si incontrano dei gardons, des brochets, des ombres et des anguilles.

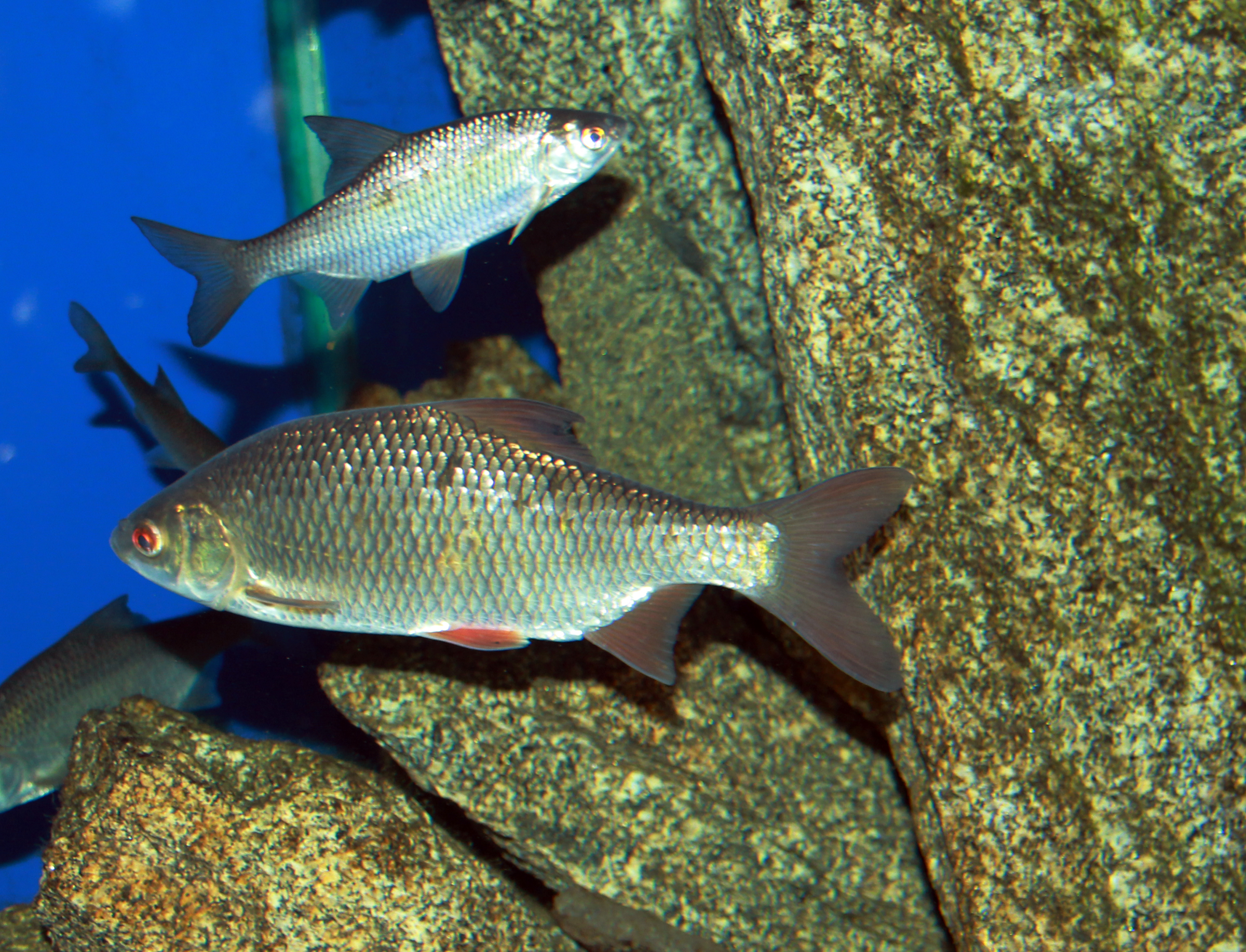
Rutili.
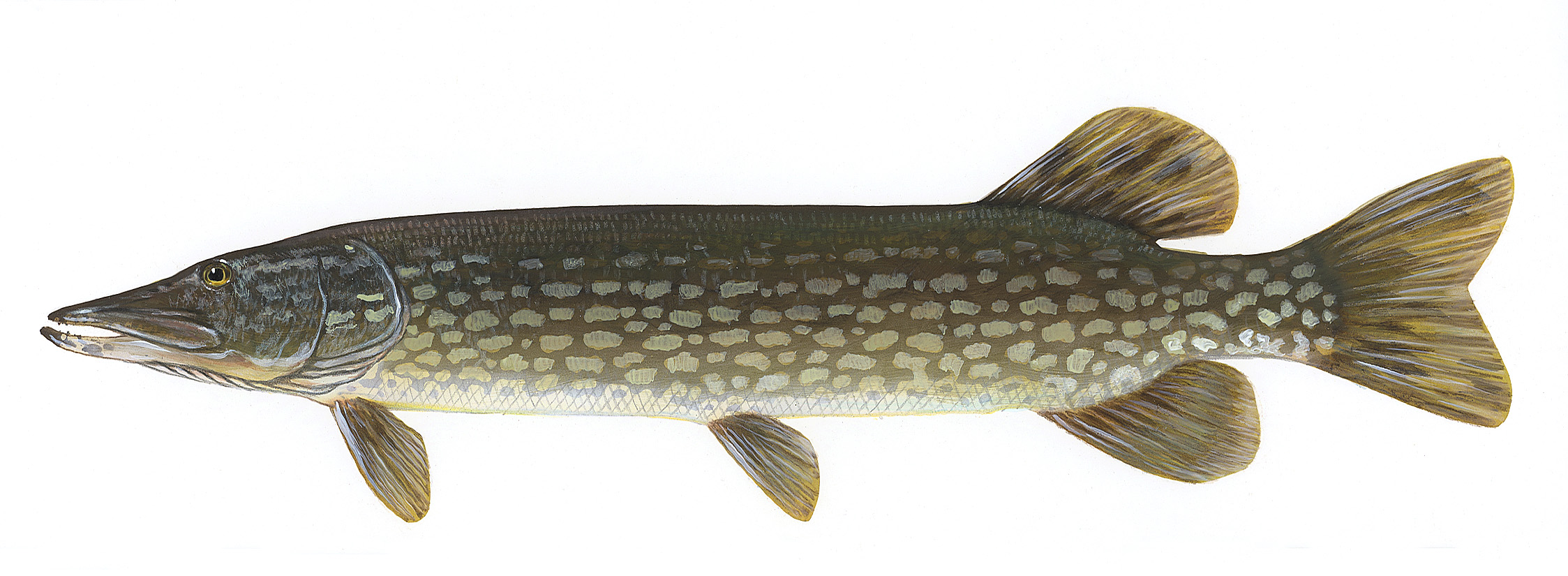
Lucci.
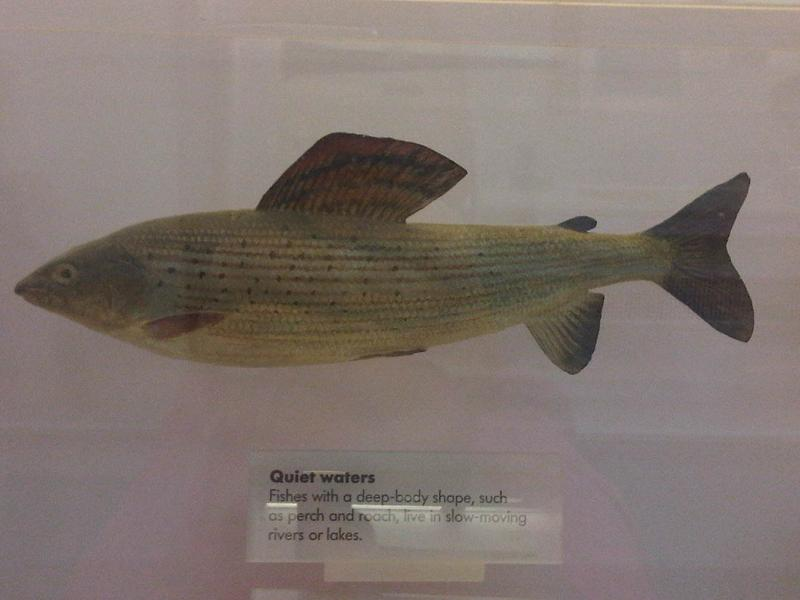
Temoli.
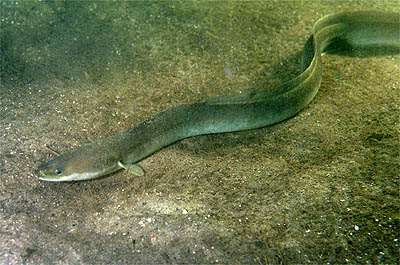
Anguille.

Tra gli uccelli si annoverano il piro-piro piccolo notato presso il mulino di Caoulet, dei falchi pellegrini, dei grandi gufi reali mentre tra i rettili vi sono delle coronelle e delle salamandre, animali crepusculari e notturni, che vivono nei luoghi ombrosi e umidi,

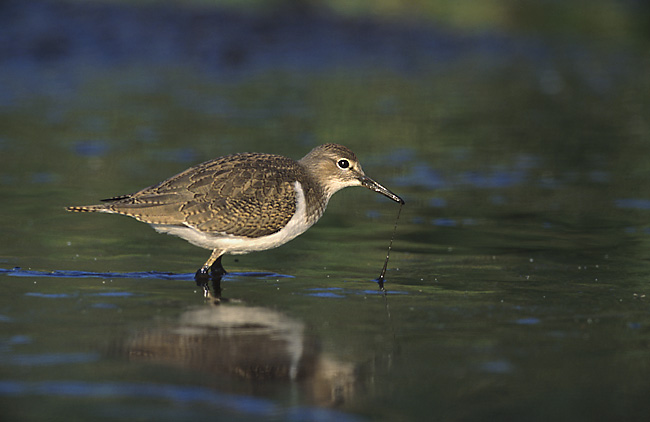
Piro-piro piccolo.
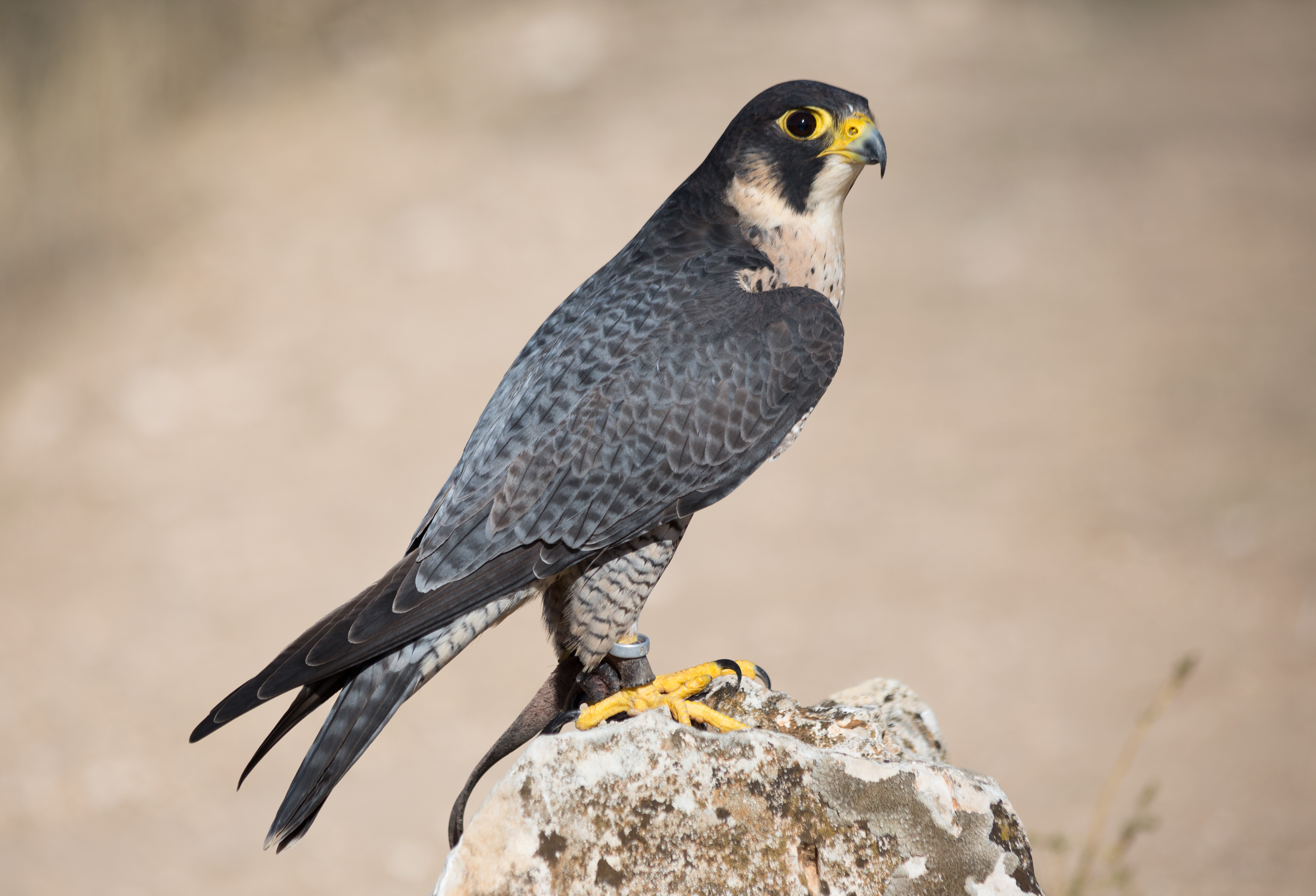
Falco pellegrino.
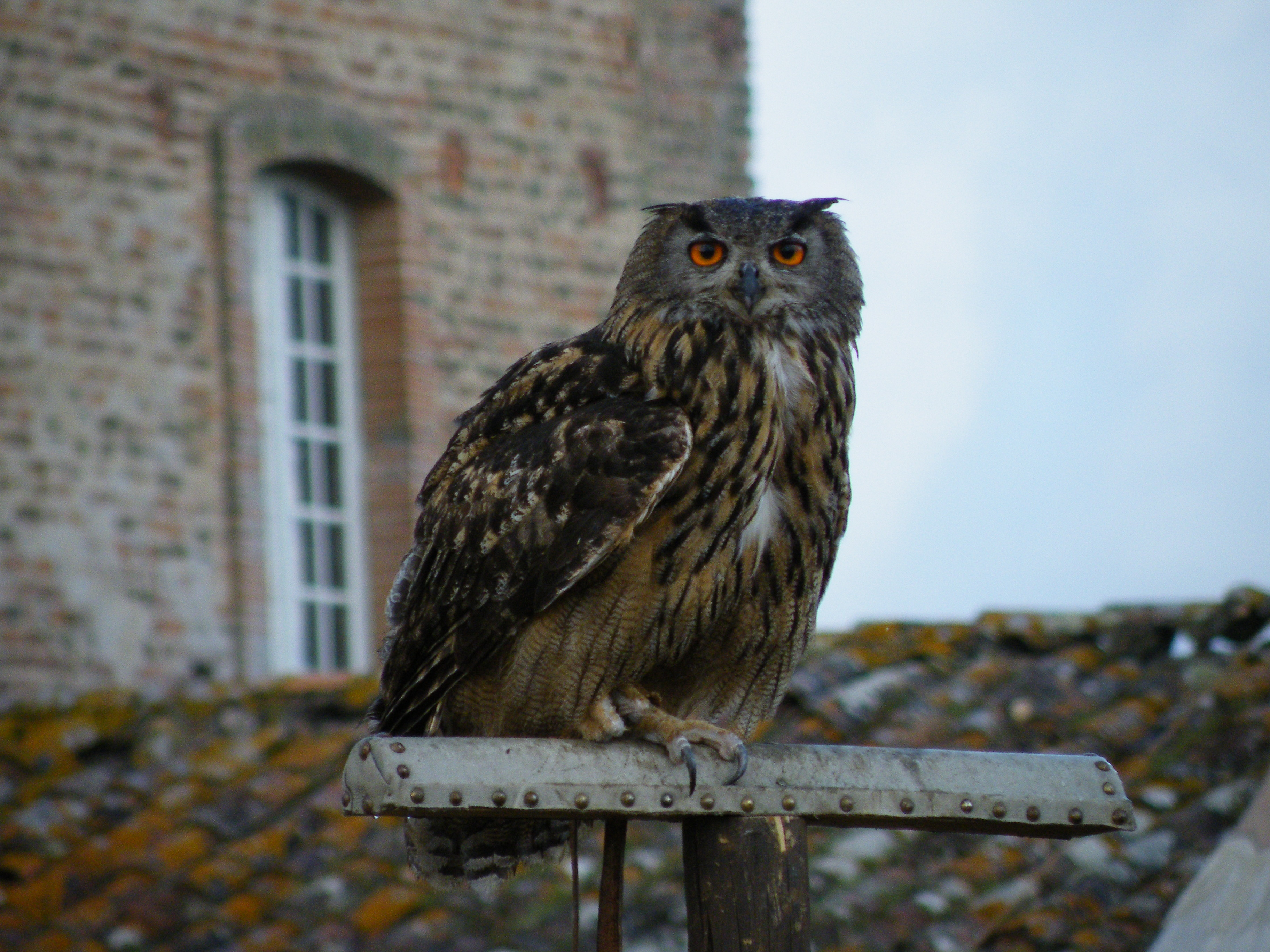
Gufo reale.
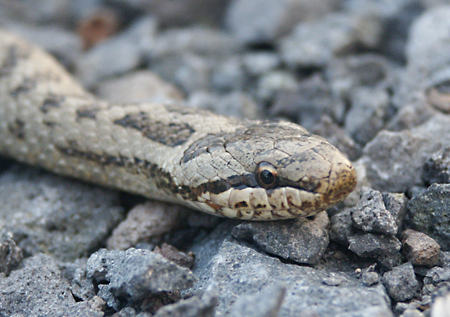
Coronella.
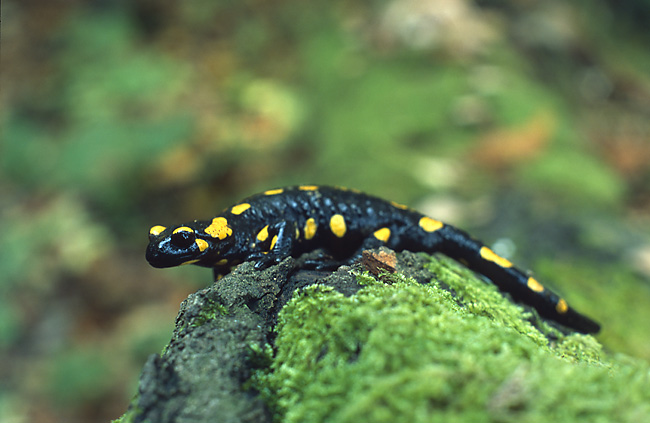
Salamandra.

Tra gli insetti farfalle in abbondanza: le Euphydryas aurinia, delle ascalaphes (névroptères) sui versanti secchi la licena delle paludi e dei mammiferi: dei tassi, delle nutrie e delle volpi che abitano piccole cavità alla base delle pareti rocciose.

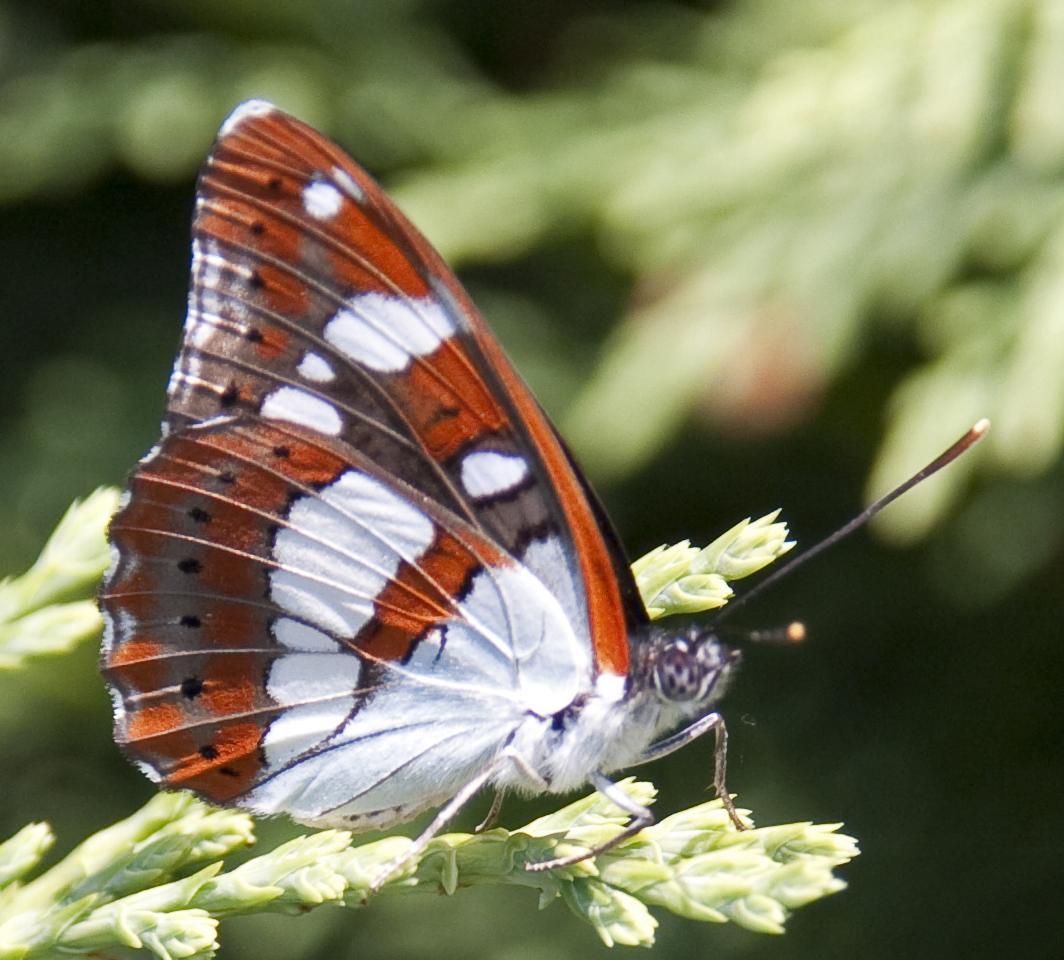
Sylvain azuré.
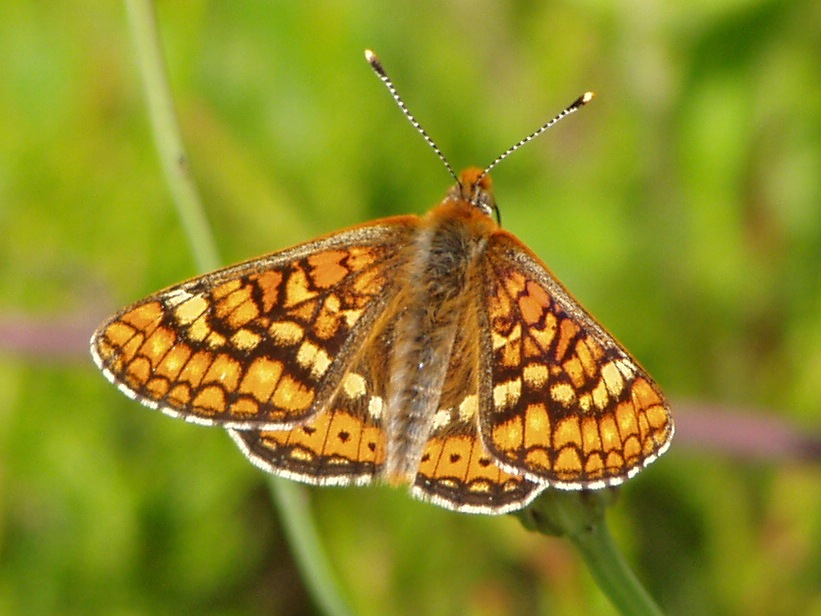
Damier de la succise.
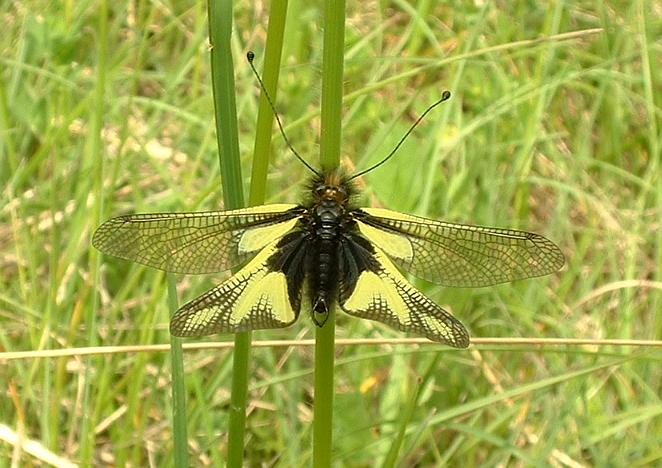
Ascalafi.
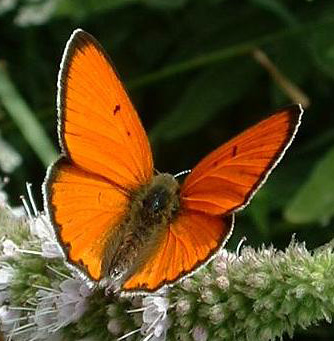
Licena della paludi.
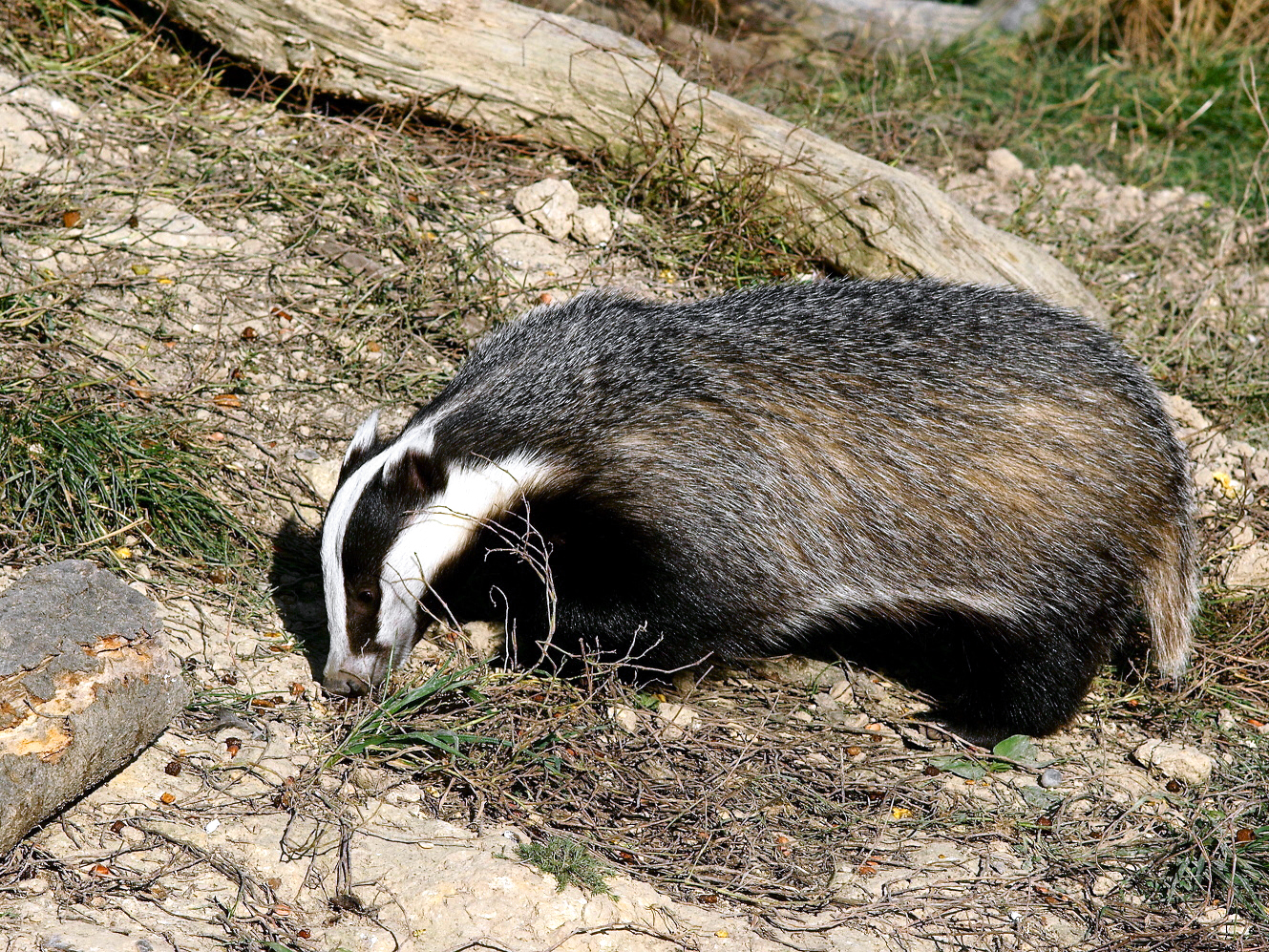
Tasso.
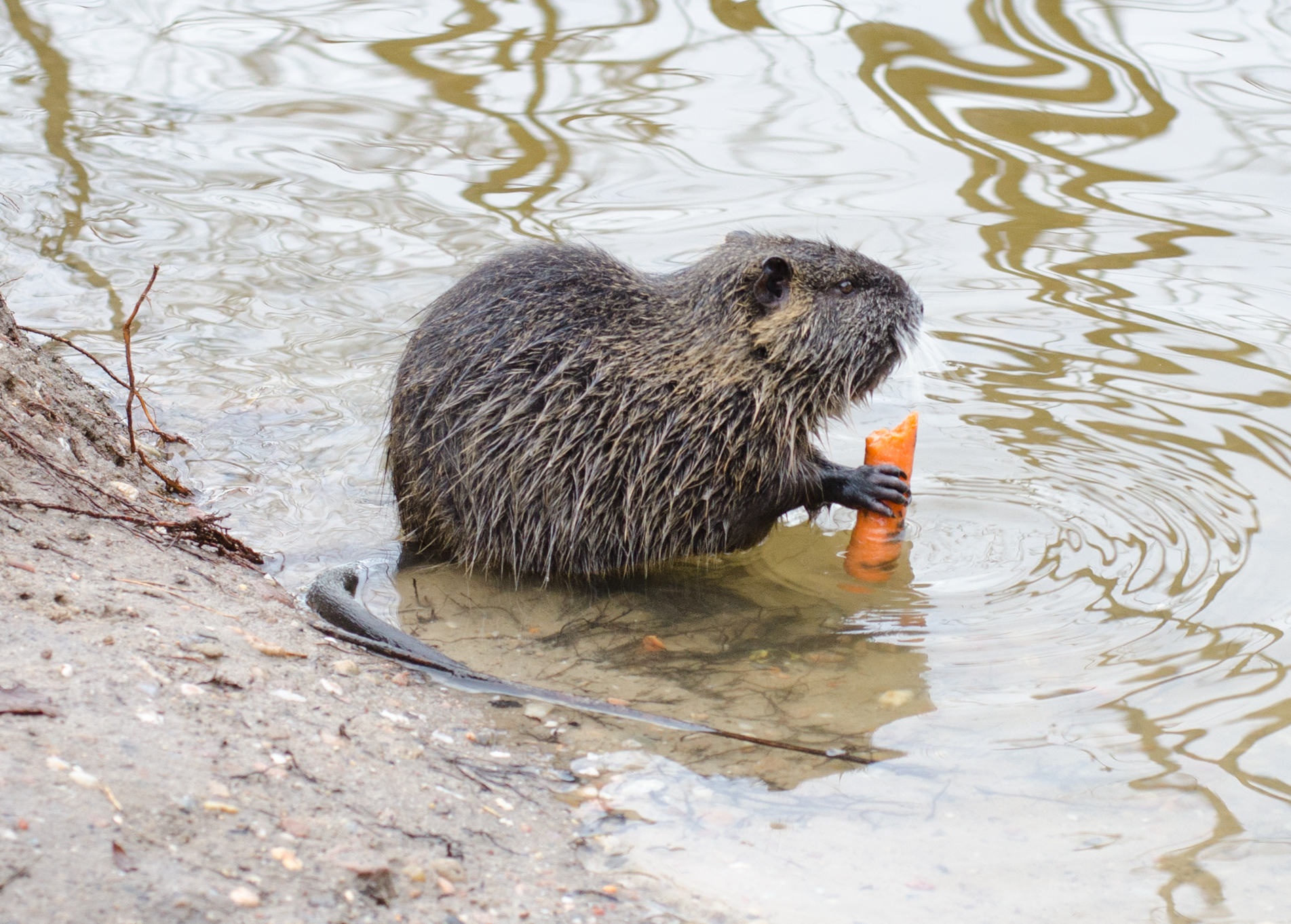
Nutria.
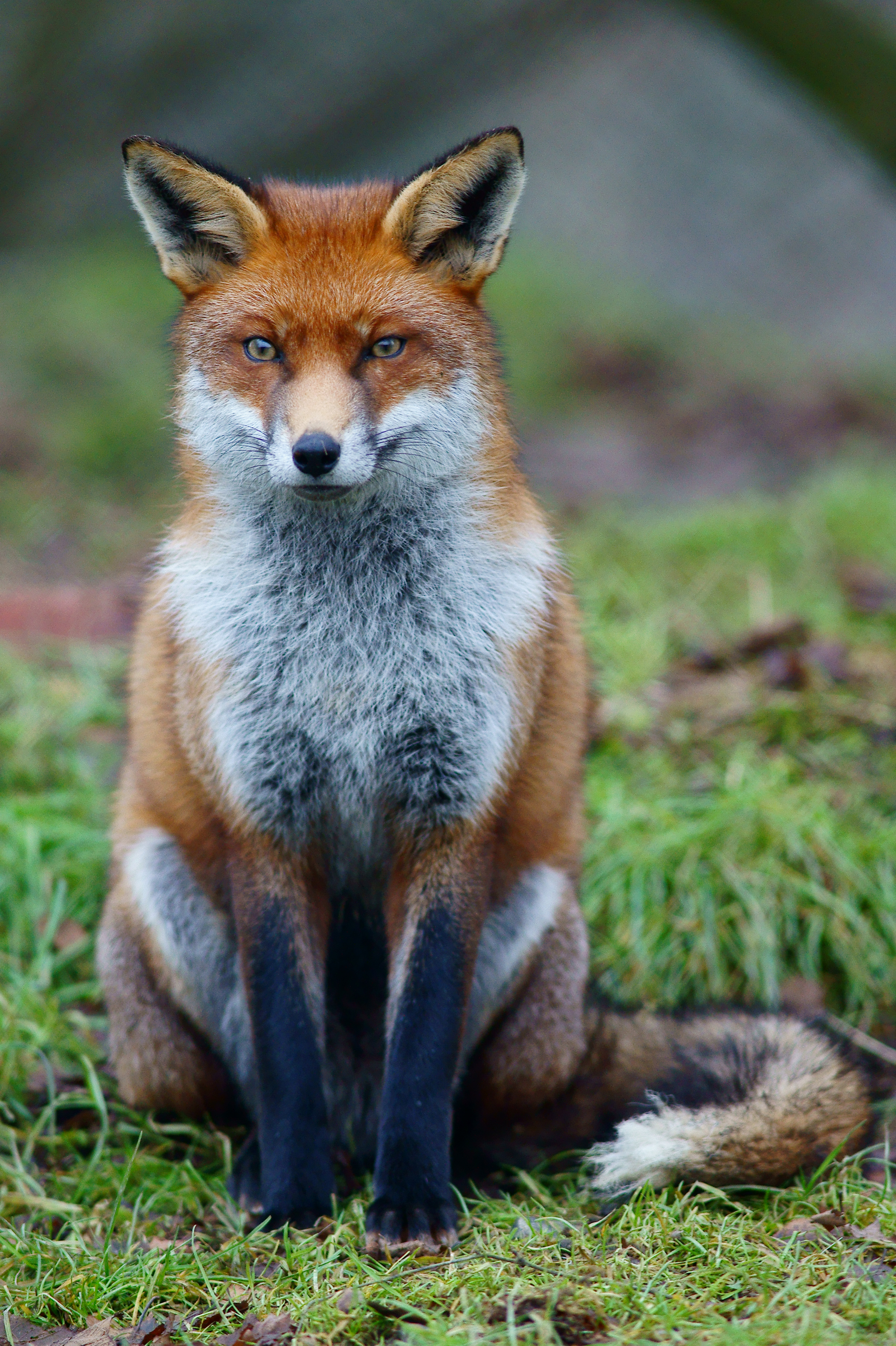
Volpe.

### Pubblicazioni
- (FR) Nadir Lasson (Synthèse) - Richard Stanton - John Volanthen, Plongées lotoises du Cave Diving Group (Angleterre), in Bulletin du Comité départemental de Spéléologie du Lot (CDS46), n. 12, 2011,  p. 119, ISBN 2-9509260-4-5.
- (FR) Richard Stanton, Récapitulatif des plongées d'exploration réalisées par Rick Stanton et Jason Mallinson du Cave Diving Group (Angleterre) : Nadir Lasson, septembre 1999 (synthèse) - Frederic Swerzinski, novembre 1999 - Richard Stanton, giugno 2005, in Bulletin du Comité départemental de Spéléologie du Lot (CDS46), n. 11, 2006,  pp. 97,98, ISBN 2-9509260-2-9.
- (FR) Nadir Lasson, Echo des profondeurs - France - Lot, Creux de la Bargade Issendolus (PDF), in Spelunca, n. 97, 1º trimestre 2005,  pp. 6-8, ISSN 0242-1771 (WC · ACNP).
- (FR) Frédéric Hoffmann e André Tarrisse, L'évaluation des pollutions nitratées et phosphatées des eaux souterraines dans les bassins karstiques du Lot, in Revue de l'agence de l'eau Adour-Garonne, Hors Série, inverno 2002,  pp. 50-55.
- (FR) Rick Stanton, Pou Meyssens (46) (PDF), in Le fil - Bulletin de la commission nationale plongée souterraine, n. 10, aprile 2002,  pp. 17-18. URL consultato il 19 dicembre 2021 (archiviato dall'url originale il 30 ottobre 2007).
- (FR) Jean-Noël Salomon, Le causse de Gramat et ses alentours : les atouts du paysage karstique, in Karstologia, n. 35, 2000,  pp. 1-12, ISSN 0751-7688 (WC · ACNP).
- (FR) Jacques Choppy, Un karst singulier, Le causse de Gramat (Lot) (PDF), in Spelunca, n. 63, 1996,  pp. 45-48, ISSN 242-1771 (WC · ACNP).
- (FR) Jean-François Arnefaux, Expédition F.F.E.S.S.M. - Pou Meyssens 88, in Sifon – Ile de France, n. 3, novembre 1988,  pp. 17-18.
- (FR) CDS46 Jean Lafaurie, Michel Durand et Daniel Larribe, Réseau de l'Ouysse souterraine, in Bulletin du Comité départemental de spéléologie du Lot, n. 7, 1985,  pp. 64-80, ISBN 2-9509260-2-9.
- (FR) MIERS MIERS, SC Dijon, SC Catus, (Lot), les pertes de Themines, in Spelunca, n. 15, 1984,  pp. 7-8, ISSN 0242-1771 (WC · ACNP).
- (FR) Jean-Luc Obeireiner, alias Jean-Luc Planagrèze, L'Ouysse souterraine, in Quercy Recherche, n. 32, gennaio-febbraio 1980.
- (FR) Jean-Claude Coustou, Dossier n° 4, l'eau en Quercy, la pollution de l'Ouysse, in Quercy Recherche, n. 27, 1979,  pp. 40-47.
- (FR) FFESSM - Comité Provence - G. Brugel, J.F. Sardou, C. Touloumjian, Compte rendu d'expédition de 1976, in Bulletin du Comité départemental de Spéléologie du Lot (CDS46), n. 3, 1977,  pp. 22,26-31., ISBN 2-9509260-2-9.